# 5 juni
5 juni is de 156ste dag van het jaar (157ste dag in een schrikkeljaar) in de gregoriaanse kalender. Hierna volgen nog 209 dagen tot het einde van het jaar.

## Gebeurtenissen
- Algemeen
  - 1989 - Tijdens de studentenopstand in Peking stopt één man (tankman) voor het oog van de camera's een colonne tanks.
  - 2022 - Zeker 49 doden bij een explosie en diverse chemische branden bij de Nederlands-Bengaalse joint venture BM Inland Container Depot in Chittagong in Bangladesh.
- Economie
  - 1832 - De Belgische frank ziet het daglicht. In die tijd ging het om een zilveren muntstuk van 5 gram met 9/10 fijn metaal.
  - 1995 - IBM doet een vijandig bod van 3,3 miljard dollar (5,2 miljard gulden) op softwarefabrikant Lotus. Het is de grootste overnamepoging tot dusver in de software-industrie.
- Infrastructuur
  - 1975 - Egypte heropent het Suezkanaal dat sinds de Arabisch-Israëlische oorlog van 1967 was gesloten.
- Media
  - 1790 - Het eerste nummer van het Overijsselsch Weekblad verschijnt.
- Muziek
  - 1964 - The Beatles geven het eerste van twee concerten in het Noord-Hollandse Blokker.
  - 1983 - U2 geeft een concert in het Red Rocks Amphitheatre, de opname van hun song Sunday Bloody Sunday wordt later gebruikt als videoclip voor het nummer.
- Oorlog
  - 1288 - Slag bij Woeringen tussen enerzijds hertog Jan I van Brabant gesteund door Arnold V van Loon en anderzijds Luxemburgers, Geldersen, de aartsbisschop van Keulen en Limburgers. De hertog won.
  - 1568 - Graaf van Egmont en de Graaf van Hoorn op beschuldiging van verraad in Brussel onthoofd.
  - 1942 - Slag bij Midway: De United States Navy verwerft het maritieme overwicht in de Stille Oceaan door vier Japanse vliegdekschepen tot zinken te brengen.
  - 1944 - Tweede Wereldoorlog: Rome wordt bevrijd door de geallieerde troepen en geallieerde luchttroepen landen 's avonds laat in Normandië om strategische plaatsen te bezetten ter voorbereiding van de eigenlijke invasie in de vroege ochtend van de dag daarna.
  - 1947 - Amerikaans minister van buitenlandse zaken George Marshall lanceert een plan voor massale economische steun voor het ontredderde Europa, het zogenaamde Marshallplan.
  - 1967 - Begin van de Zesdaagse Oorlog.
  - 1990 - In het zuiden van de Sovjetrepubliek Kirgizië vallen elf doden en 210 gewonden bij botsingen tussen Kirgiezen en Oezbeken.
  - 1995 - De bevelhebber van het Russische leger verklaart dat de strijders voor de onafhankelijkheid van Tsjetsjenië zijn verdreven uit het dorp Vedeno.
- Politiek
  - 1806 - De Bataafse Republiek wordt het Koninkrijk Holland.
  - 1832 - De begrafenis van de Franse generaal Jean Maximilien Lamarque leidt tot de Juniopstand in Parijs.
  - 1849 - De Deense grondwet wordt getekend.
  - 1968 - Robert F. Kennedy wordt neergeschoten in het Ambassador Hotel in Los Angeles door Sirhan Sirhan. Hij overlijdt de volgende dag.
  - 2015 - Justitie in Roemenië begint een onderzoek naar premier Victor Ponta. Hij wordt verdacht van een reeks misdrijven, waaronder witwassen, belastingontduiking en valsheid in geschrifte.
  - 2017 - Montenegro wordt lid van de NAVO.
- Recreatie
  - 1882 - Musée Grévin Parijs opent zijn deuren.
  - 2004 - Een half ontblote vrouw vernielt uit protest het wassen beeld van Vladimir Poetin in Musée Grévin Parijs.
- Religie
  - 754 - Bonifatius bij Dokkum gedood.
  - 1561 - Bloedbad bij Waldenzen in Calabrië.
  - 1596 - Paus Clemens VIII creëert zestien nieuwe kardinalen, onder wie de Italiaanse curieprelaat Camillo Borghese.
  - 1954 - Encycliek Ecclesiae Fastos van Paus Pius XII over Sint Bonifatius.
  - 1960 - Oprichting van het Secretariaat voor de Eenheid onder de Christenen door Paus Johannes XXIII en benoeming van kardinaal Augustin Bea tot president.
  - 2003 - Paus Johannes Paulus II bezoekt Kroatië. Het is de honderdste buitenlandse reis van zijn ambtsperiode.
  - 2016 - De Zweedse Maria Elisabeth Hesselblad, die tijdens de Tweede Wereldoorlog Joodse onderduikers hielp, wordt door Paus Franciscus heilig verklaard.
- Sport
  - 1874 - K.S.R.V. Njord opgericht, eerste Nederlandse studentenroeivereniging.
  - 1974 - Het Nederlands voetbalelftal speelt in Rotterdam gelijk tegen Roemenië (0-0) in de laatste oefeninterland voor de start van het WK voetbal in West-Duitsland.
  - 1982 - Armand Parmentier wint de derde editie van de marathon van Antwerpen in een tijd van 2:19.13.
  - 1983 - In Valdivia wordt de Chileense voetbalclub Deportes Valdivia opgericht.
  - 1995 - Gastland Zweden verliest in de openingswedstrijd van het tweede WK voetbal voor vrouwen met 1-0 van Brazilië.
  - 1995 - Olga Koezenkova herovert het wereldrecord kogelslingeren. De Russin komt bij wedstrijden in Moskou tot een afstand van 68,14 meter.
  - 1995 - Uit vrees voor het ebolavirus ontbreekt de opgeroepen doelman Bruce Grobbelaar bij de interland van zijn vaderland Zimbabwe tegen Zaïre (5-0) in Kinshasa, kort nadat in de stad Kirwit dodelijke slachtoffers vielen door dat virus.
  - 2004 - De Belgische tennissers Olivier Rochus en Xavier Malisse winnen het mannendubbel op Roland-Garros.
- Wetenschap en technologie
  - 1761 - Overgang van de planeet Venus over de Zon die wereldwijd door wetenschappelijke expedities wordt geobserveerd.[1]
  - 1799 - Alexander von Humboldt vertrekt per schip voor een expeditie naar Zuid-Amerika.
  - 1969 - De Tupolev Tu-144 doorbreekt als eerste passagiersvliegtuig de geluidsbarrière.
  - 1981 - Dr. Michael Gottlieb geeft de eerste beschrijving van het ziektebeeld van aids.
  - 1995 - Wetenschappers tonen voor het eerst experimenteel het bestaan aan van een nieuwe materietoestand, een bose-einsteincondensaat.
  - 2002 - Lancering van spaceshuttle Endeavour voor de bevoorradingsmissie STS-111 naar het ISS met als bemanning commandant Kenneth Cockrell, piloot Paul Lockhart, missie specialisten Franklin Chang-Diaz en Philippe Perrin en de Expeditie 5 ruimtevaarders Valeri Korzoen, Peggy Whitson en Sergej Tresjtsjov.[2]
  - 2005 - In de Vietnamese provincies Đà Nẵng en Huế wordt de Hải Vântunnel officieel geopend.
  - 2022 - Lancering van het Chinese ruimtevaartuig Shenzhou 14, bemand door de taikonauten commandant Chen Dong, Liu Yang en Cai Xuzhe, met een Lange Mars 2F raket voor een missie naar het Tiangong ruimtestation.[3]
  - 2023 - Het Amerikaanse technologiebedrijf Apple presenteert de 'Vision Pro', een op een skibril lijkende headset waarbij virtual reality (VR) en augmented reality (AR) worden gecombineerd. De headset heeft een introductieprijs van $3500.[4]

## Geboren

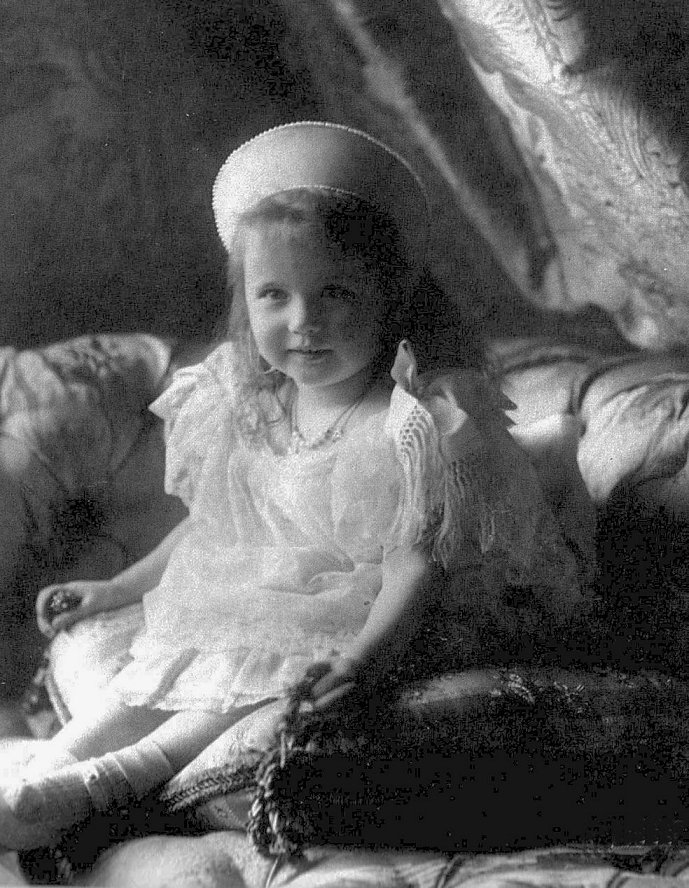
Anastasia van Rusland
geboren in 1901

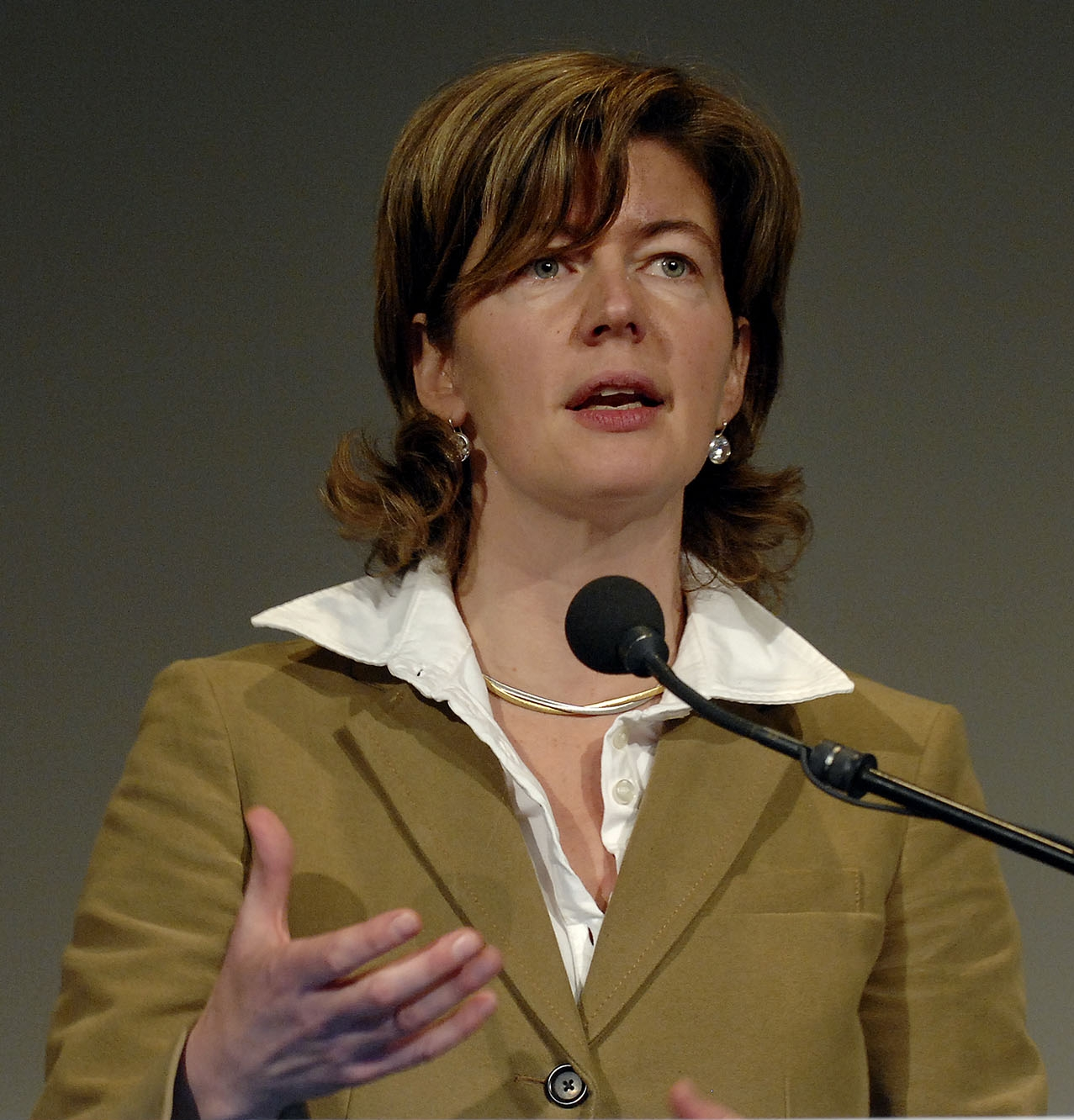
Patricia Ceysens
geboren in 1965

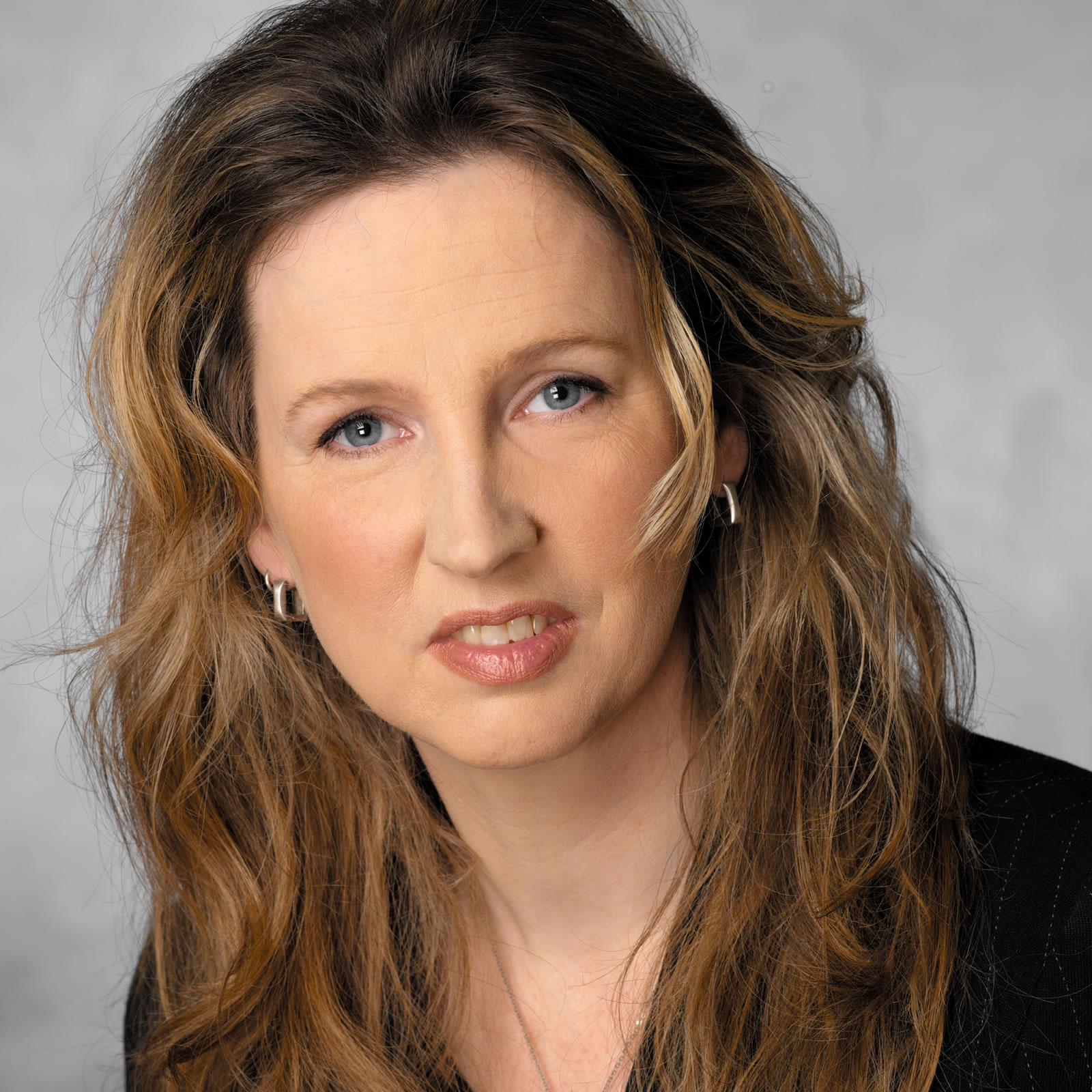
Arda Gerkens
geboren in 1965

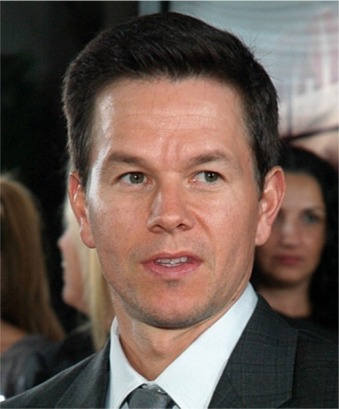
Mark Wahlberg
geboren in 1971

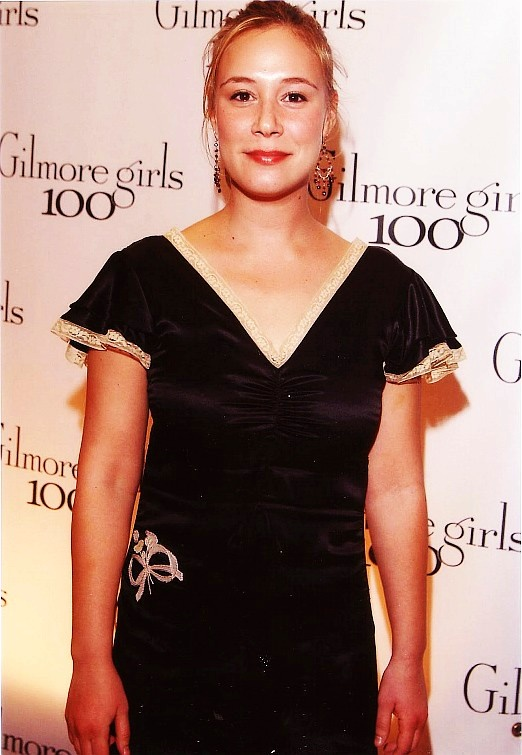
Liza Weil
geboren in 1977

- 1596 - Christiane van Erbach, Duits gravin (overleden 1646)
- 1596 - Peter Wtewael, Nederlands kunstschilder (overleden 1660)
- 1695 - Johann Conrad Schlaun, Duits architect (overleden 1773)
- 1718 - Thomas Chippendale, Engels meubelmaker (overleden 1779)
- 1723 - Adam Smith, Schots econoom (overleden 1790)
- 1771 - Ernst August I van Hannover, Engels koning van Hannover (overleden 1851)
- 1845 - Hermann von Barth, Duits bergbeklimmer (overleden 1876)
- 1850 - Pat Garrett, Amerikaans sheriff (overleden 1908)
- 1853 - Lucina Hagman, Finse schrijfster en feministe (overleden 1946)
- 1862 - Allvar Gullstrand, Zweeds oogarts (overleden 1930)
- 1868 - James Connolly, Iers socialist (overleden 1916)
- 1868 - Johan Thorn Prikker, Nederlands kunstenaar (overleden 1932)
- 1877 - Willem Albarda, Nederlands politicus (overleden 1957)
- 1878 - Franklyn Farnum, Amerikaans acteur (overleden 1961)
- 1878 - Pancho Villa, Mexicaans revolutionair, generaal en bandiet (overleden 1923)
- 1879 - René Pottier, Frans wielrenner, winnaar van de Tour de France van 1906 (overleden 1907)
- 1880 - Odile Moereels, Nederlands verzetsstrijdster en verpleegkundige (overleden 1964)
- 1881 - Joop Wagener, Nederlands hockeyer en sportbestuurder (overleden 1945)
- 1883 - John Maynard Keynes, Brits econoom (overleden 1946)
- 1884 - Ralph Benatzky, Oostenrijks componist (overleden 1957)
- 1884 - Ivy Compton-Burnett, Engels schrijfster (overleden 1969)
- 1884 - Fred Lorz, Amerikaans atleet (overleden 1994)
- 1889 - Cor Roffelsen, Nederlands architect (overleden 1958)
- 1890 - Gilbert Stanley Underwood, Amerikaans architect (overleden 1960 of 1961)
- 1891 - Goedoe Goedoe Thijm, Surinaams zanger en spotdichter (overleden 1966)
- 1896 - Antonio Ejercito, Filipijns medisch onderzoeker (overleden 1959)
- 1897 - Charles Hartshorne, Amerikaans filosoof (overleden 2000)
- 1898 - Federico García Lorca, Spaans dichter (overleden 1936)
- 1900 - Dennis Gabor, Hongaars natuurkundige (overleden 1979)
- 1901 - Anastasia Nikolajevna van Rusland, Russisch grootvorstin (overleden 1918)
- 1903 - Klaas Johan Popma, Nederlands filosoof, classicus en romanschrijver (overleden 1986)
- 1908 - Franco Rol, Italiaans autocoureur (overleden 1977)
- 1908 - Pedro Suárez, Spaans-Argentijns voetballer (overleden 1979)
- 1911 - Pieter Geraedts, Nederlands kunstenaar (overleden 1978)
- 1912 - Adriaan Morriën, Nederlands dichter, essayist, vertaler en criticus (overleden 2002)
- 1912 - Josef Neckermann, Duits ruiter (overleden 1992)
- 1912 - Alexandru Todea, Roemeens kardinaal-aartsbisschop van Fagaras en Alba Julia (overleden 2002)
- 1912 - Erik de Vries, Nederlands televisieregisseur (overleden 2004)
- 1919 - Lennart Hellsing, Zweeds schrijver en vertaler (overleden 2015)
- 1919 - Richard Scarry, Amerikaans auteur en illustrator (overleden 1994)
- 1920 - Kurt Edelhagen, Duits bigbandleider (overleden 1982)
- 1920 - Cornelius Ryan, Iers-Amerikaans schrijver (overleden 1974)
- 1923 - Jorge Daponte, Argentijns autocoureur (overleden 1963)
- 1923 - Daniel Pinkham, Amerikaans componist (overleden 2006)
- 1923 - Peggy Stewart, Amerikaans actrice (overleden 2019)
- 1925 - Bill Hayes, Amerikaans zanger en acteur (overleden 2024)
- 1925 - Warren Frost, Amerikaans acteur (overleden 2017)
- 1928 - Tony Richardson, Brits filmregisseur (overleden 1991)
- 1928 - Umberto Maglioli, Italiaans autocoureur (overleden 1999)
- 1931 - Kees Kievit, Nederlands zwemmer (overleden 2020)
- 1932 - Gaston Mercier, Frans roeier (overleden 1974)
- 1933 - Hein Cujé, Nederlands atleet (overleden 2011)
- 1934 - Bill Moyers, Amerikaans journalist en nieuwscommentator (overleden 2025)
- 1935 - Misha Mengelberg, Nederlands componist en pianist (overleden 2017)
- 1935 - Peter Schat, Nederlands componist (overleden 2003)
- 1938 - Karin Balzer, Oost-Duits atlete (overleden 2019)
- 1938 - Ann Harris, Surinaams schrijfster en verhalenvertelster (overleden 2012)
- 1938 - David Koloane, Zuid-Afrikaans beeldend kunstenaar en conservator (overleden 2019)
- 1938 - Co Prins, Nederlands voetballer (overleden 1987)
- 1939 - Joe Clark, Canadees premier
- 1939 - Margaret Drabble, Engels schrijfster
- 1939 - Ulrik Edward Geniets, Belgisch norbertijns priester (overleden 2005)
- 1939 - Jeannine Leduc, Belgisch politica (overleden 2023)
- 1939 - Phongsi Woranut, Thais zangeres (overleden 2025)
- 1941 - Werner Böhm, Duits schlagerzanger en muzikant (overleden 2020)
- 1941 - Spalding Gray, Amerikaans acteur en schrijver (overleden 2004)
- 1942 - Teodoro Obiang Nguema Mbasogo, Equatoriaal-Guinees president
- 1943 - Jyotindra Jain, Indiaas hoogleraar kunstgeschiedenis en cultuurgeschiedenis en museologie
- 1944 - Jon Kabat-Zinn, Amerikaans hoogleraar
- 1944 - Carel Peeters, Nederlands literair criticus
- 1944 - Colm Wilkinson, Iers musicalacteur en zanger (o.a. Les Misérables)
- 1945 - John Carlos, Amerikaans atleet
- 1945 - Wladimiro Panizza, Italiaans wielrenner (overleden 2002)
- 1946 - Beppie Kraft, Nederlands volkszangeres
- 1947 - Laurie Anderson, Amerikaans componiste
- 1947 - Maurice Martens, Belgisch voetballer
- 1949 - Ken Follett, Brits schrijver
- 1950 - Daniel von Bargen, Amerikaans acteur   (overleden 2015)
- 1950 - Jaap Uilenberg, Nederlands voetbalscheidsrechter
- 1950 - Hayo Apotheker, Nederlands politicus
- 1951 - Lê Dung, Vietnamees operazangeres (overleden 2001)
- 1951 - Ellen Foley, Amerikaans zangeres en actrice
- 1951 - Silvio Longobucco, Italiaans voetballer (overleden 2022)
- 1952 - Kees Hulst, Nederlands acteur
- 1952 - Nicko McBrain, Brits drummer
- 1952 - Monnette Sudler, Amerikaans jazzmuzikante en componiste (overleden 2022)
- 1953 - Peter Ester, Nederlands socioloog en politicus (ChristenUnie) (overleden 2022)
- 1956 - Kenny G, Amerikaans saxofonist
- 1956 - Martin Koopman, Nederlands voetballer en voetbaltrainer
- 1958 - Graham Barber, Engels voetbalscheidsrechter
- 1960 - Rob Kaman, Nederlands kickbokser (overleden 2024)
- 1961 - Brian Hall, Amerikaans voetbalscheidsrechter
- 1962 - Astrid van België, Belgisch prinses
- 1964 - Thorvald de Geus, Nederlands dj en radiopresentator
- 1964 - Rick Riordan, Amerikaans schrijver
- 1964 - Hans Thissen, Nederlands acteur, musicus en regisseur
- 1965 - Patricia Ceysens, Belgisch politica
- 1965 - Arda Gerkens, Nederlands politica
- 1966 - Elfried Veldman, Nederlands-Surinaams voetballer (overleden 1989)
- 1967 - Sergej Babkov, Russisch basketballer (overleden 2023)
- 1968 - Xavier Aguado, Spaans voetballer
- 1968 - Marc Rieper, Deens voetballer
- 1968 - Hans Nieuwenburg, Nederlands waterpoloër
- 1968 - Henk Vos, Nederlands voetballer
- 1969 - Malou Gorter, Nederlands actrice
- 1969 - Marina Rei, Italiaans zangeres
- 1970 - Scott Mitchell, Engels darter
- 1971 - Oscar Galíndez, Argentijns triatleet en duatleet
- 1971 - Takaya Tsubobayashi, Japans autocoureur
- 1971 - Mark Wahlberg, Amerikaans acteur, model en zanger
- 1973 - Gella Vandecaveye, Vlaams judoka
- 1974 - Tvrtko Kale, Kroatisch voetbaldoelman
- 1975 - Tigran Nalbandian, Armeens schaker (overleden 2025)
- 1975 - Katharina Meier, Duits pornoactrice
- 1975 - Egidio Perfetti, Noors ondernemer en autocoureur
- 1975 - Krisztián Selmeczi, Hongaars voetbalscheidsrechter
- 1975 - Sandra Stals, Belgisch atlete
- 1977 - Sebastian Falk, Zweeds schaatser
- 1977 - Yoshihiro Ito, Japans autocoureur
- 1977 - Bas Kosters, Nederlands modeontwerper
- 1977 - Liza Weil, Amerikaans actrice
- 1979 - Antonija Šola, Kroatisch actrice en zangeres
- 1979 - Maria Sterk, Nederlands marathonschaatsster
- 1979 - Pete Wentz, Amerikaans bassist, presentator en modemagnaat
- 1979 - Natalja Zjoekova, Oekraïens schaakster
- 1980 - Antonio García, Spaans autocoureur
- 1980 - Steven Kane, Noord-Iers autocoureur
- 1980 - Ricardo Oliveira, Braziliaans voetballer
- 1981 - Carlos Barredo, Spaans wielrenner
- 1981 - Jade Goody, Brits televisiepersoonlijkheid, bekend door deelname aan Big Brother (overleden 2009)
- 1984 - Trond Erik Bertelsen, Noors voetballer
- 1984 - Iris van Herpen, Nederlands modeontwerpster
- 1985 - Jeremy Abbott, Amerikaans kunstschaatser
- 1985 - Jekaterina Bytsjkova, Russisch tennisster
- 1985 - Björn Hamberg, Zweeds voetbaltrainer
- 1985 - Bashir Ahmad Rahmati, Afghaans worstelaar
- 1985 - Fabio Taborre, Italiaans wielrenner (overleden 2021)
- 1985 - Jorg Verhoeven, Nederlands sportklimmer
- 1986 - Sergio Campana, Italiaans autocoureur
- 1988 - Austin Daye, Amerikaans basketballer
- 1989 - Ymke Wieringa, Nederlandse presentatrice
- 1990 - Kristoffer Fogelmark, Zweeds muziekproducent (Bonn)
- 1990 - Paweł Poljański, Pools wielrenner
- 1990 - Peter Some, Keniaans atleet
- 1990 - Wouter Spoelman, Nederlands schaker
- 1990 - Christiaan Varenhorst, Nederlands beachvolleyballer
- 1991 - Athanasios Petsos, Grieks-Duits voetballer
- 1991 - Lisa Schmidla, Duits roeister
- 1992 - Emily Seebohm, Australisch zwemster
- 1992 - Xu Sicun, Chinees freestyleskiester
- 1992 - Bradley Wilson, Amerikaans freestyleskiër
- 1993 - Laura Giuliani, Italiaans voetbalster
- 1993 - Thomas Krief, Frans freestyleskiër
- 1993 - Maria Thorisdottir, Noors voetbalster
- 1995 - Troye Sivan, Australisch acteur
- 1997 - Dorian Boulvin, Belgisch atleet
- 1998 - Maksim Boerov, Russisch freestyleskiër
- 1998 - Thibault De Smet, Belgisch voetballer
- 1998 - Joelia Lipnitskaja, Russisch kunstschaatsster
- 2000 - Thea Bjelde, Noors voetbalster
- 2001 - Sveindís Jane Jónsdóttir, IJslands voetbalster
- 2001 - Lilly Krug, Duits actrice
- 2002 - Zhang Kexin, Chinees freestyleskiester
- 2006 - Shane van Aarle, Nederlands voetballer

## Overleden

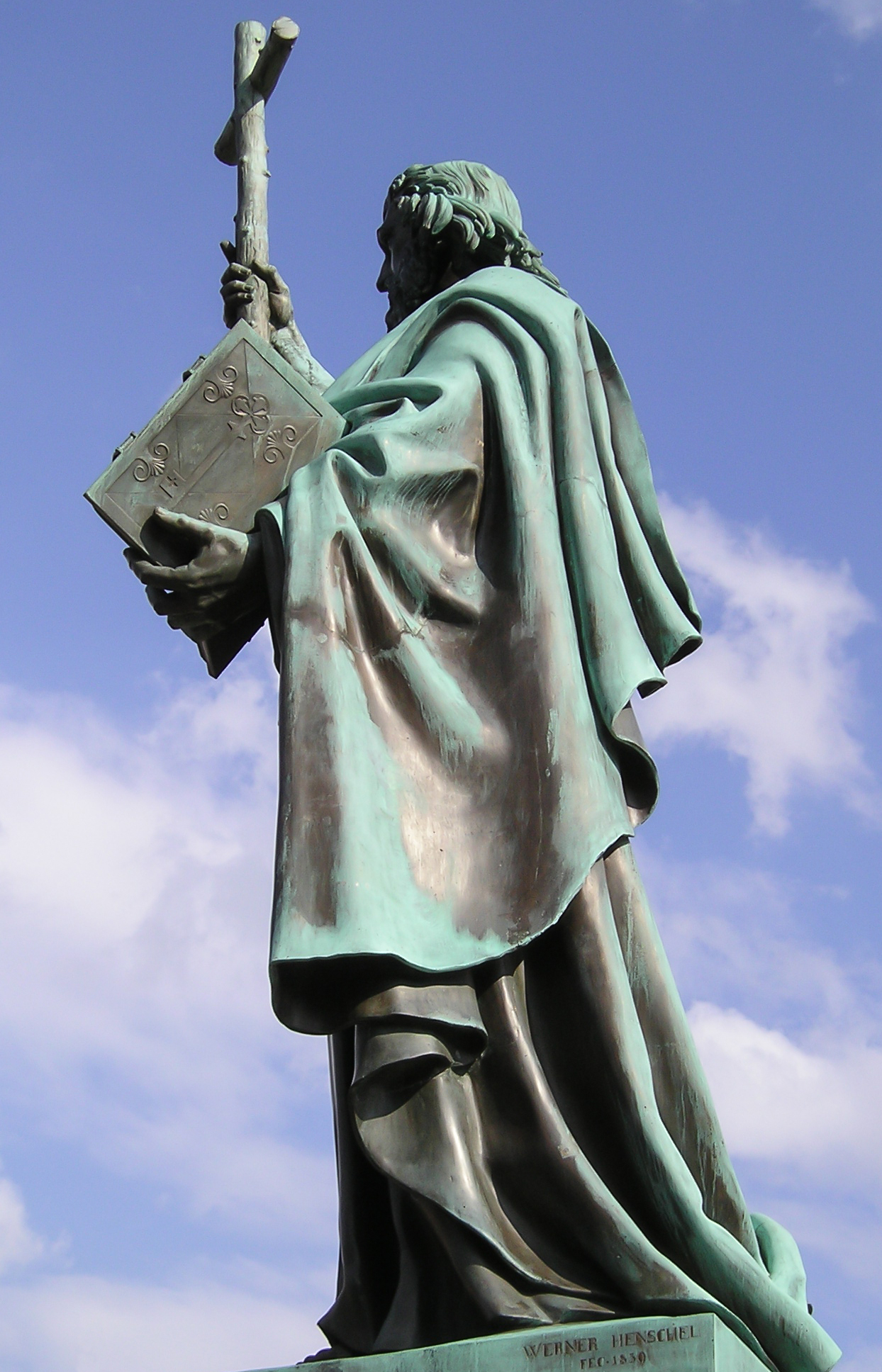
Bonifatius
overleden in 754

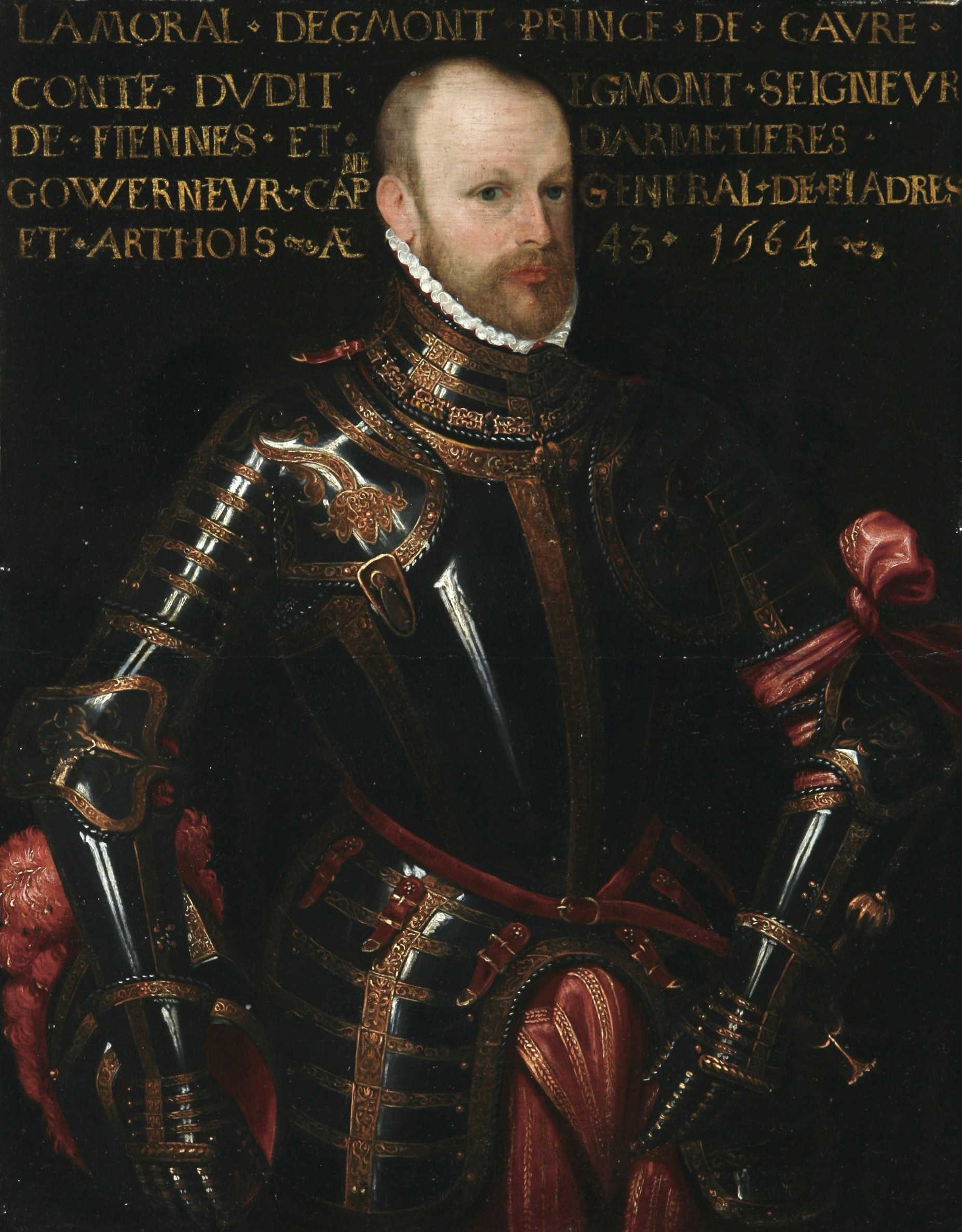
Lamoraal van Egmont
overleden in 1568

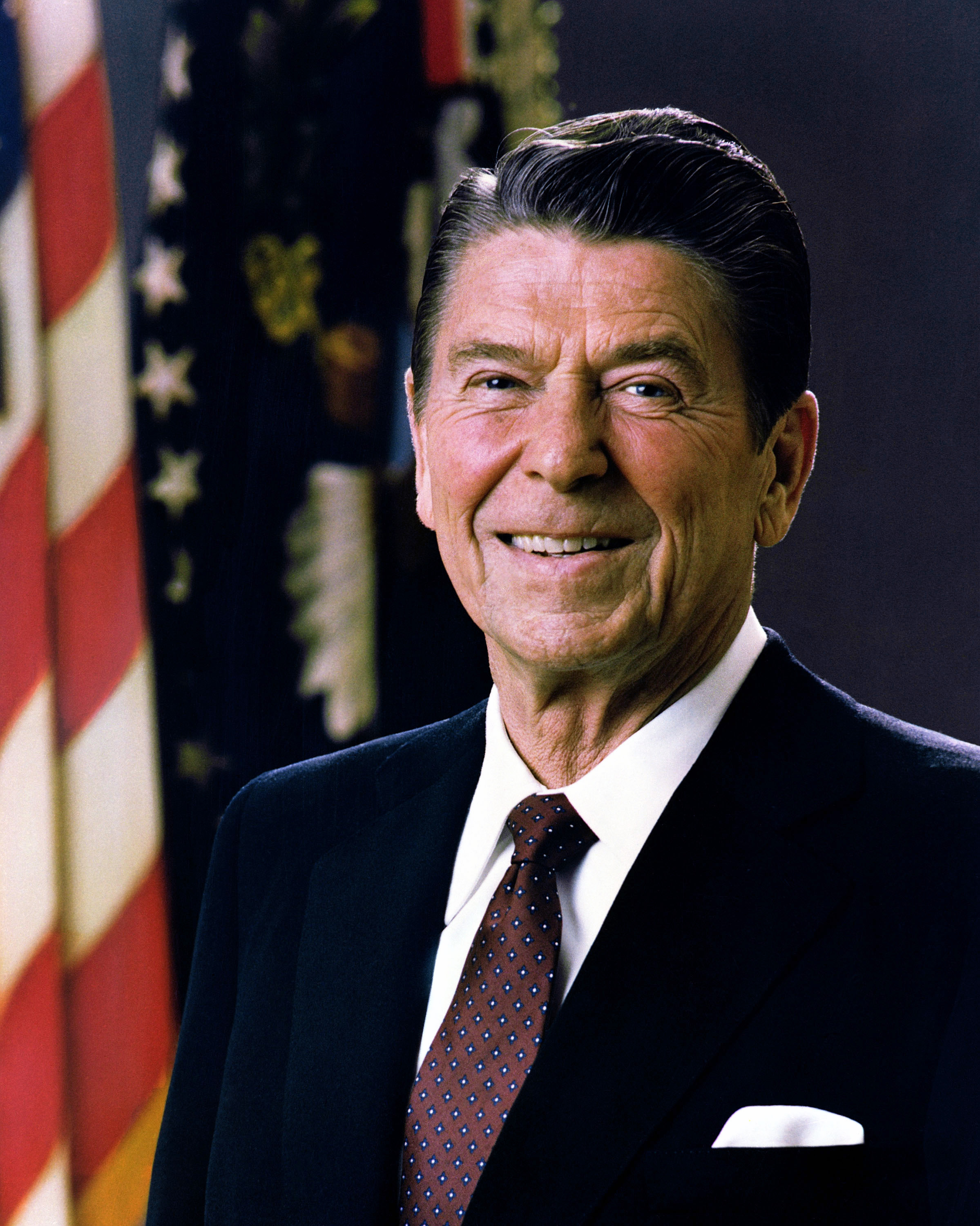
Ronald Reagan
overleden in 2004

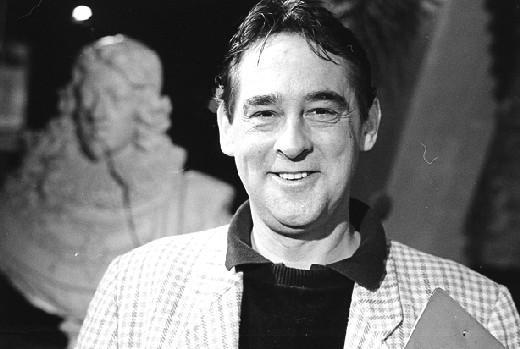
Gert Jan Dröge
overleden in 2007

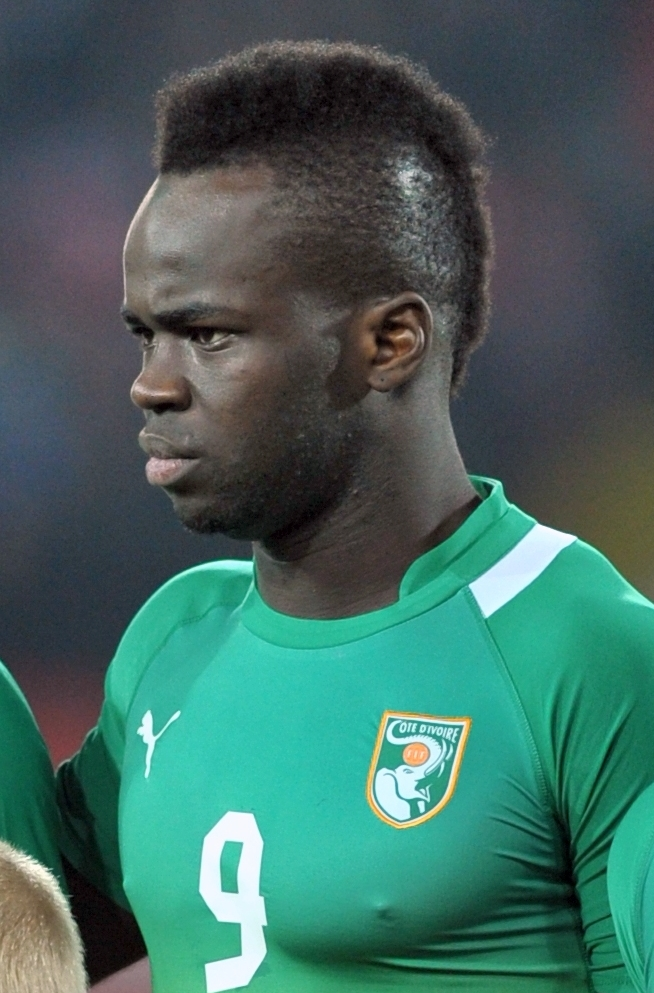
Cheick Tioté
overleden in 2017

- 754 - Bonifatius (82), Brits zendeling en bisschop
- 1568 - Lamoraal van Egmont (45), graaf van Egmont, generaal en staatsman
- 1568 - Filips van Montmorency (44), graaf van Horne, edelman en staatsman
- 1667 - Pietro Sforza Pallavicino (59), Italiaanse jezuïet, kardinaal en historicus
- 1826 - Carl Maria von Weber (39), Duits componist
- 1880 - Jacob Jan Cremer (52), Nederlands novellist
- 1892 - Armand Cattier (62), Frans-Belgisch beeldhouwer
- 1899 - Antonio Luna (32), Filipijns generaal
- 1913 - Marie Popelin (66), Belgisch voortrekster van de vrouwenrechten
- 1916 - Horatio Kitchener (65), Brits militair
- 1921 - Georges Feydeau (58), Frans toneelschrijver
- 1923 - George Hendrik Breitner (65), Nederlands kunstschilder
- 1939 - Frank van der Goes (80), Nederlands marxistisch theoreticus
- 1965 - Willem Bernadotte (80), prins van Zweden
- 1969 - Simeon Toribio (63), Filipijns atleet
- 1970 - Johan Adolf Pengel (54), Surinaams politicus
- 1973 - Alfred Morpurgo (73), Surinaams journalist en politicus
- 1979 - Heinz Erhardt (70), Duits komiek, muzikant, entertainer, acteur en dichter
- 1982 - Charles Hustinx (79), Nederlands politicus
- 1986 - Wim Schuhmacher (92), Nederlands beeldend kunstenaar
- 1990 - Vasili Koeznetsov (89), Russisch politicus
- 1991 - Rosalina Abejo (68), Filipijns componist en musicus
- 1993 - Conway Twitty (59), Amerikaans zanger
- 1996 - Jan Kerouac (44), Amerikaans schrijfster
- 1997 - Klazien Rotstein-van den Brink (78), Nederlands kruidenvrouw
- 1999 - Mel Tormé (73), Amerikaans musicus
- 2001 - Ine Schenkkan (59), Nederlands danseres en filmregisseuse
- 2002 - Gaston Geens (70), Belgisch politicus
- 2002 - Dee Dee Ramone (50), Amerikaans bassist
- 2003 - Jürgen Möllemann (57), Duits politicus
- 2004 - Ronald Reagan (93), Amerikaans acteur en 40e president van de Verenigde Staten
- 2006 - Cornelis Koeman (88), Nederlands cartograaf
- 2006 - Rinus Schaap (84), Nederlands voetballer
- 2006 - Friso Wiegersma (80), Nederlands tekstschrijver en kunstschilder
- 2007 - Gert-Jan Dröge (64), Nederlands televisiepresentator, programmamaker, journalist, acteur en schrijver
- 2007 - Hans van den Hoek (78), Nederlands acteur, danser en zanger
- 2008 - Eugenio Montejo (69), Venezolaans dichter
- 2009 - Baciro Dabo (51), Guinee-Bissaus politicus en presidentskandidaat
- 2009 - Hélder Proença (52), Guinee-Bissaus dichter en politicus
- 2010 - Jerome Verhaeghe (87), Belgisch journalist en televisiepionier
- 2011 - Ludo Martens (65), Belgisch politicus
- 2012 - Ray Bradbury (91), Amerikaans sciencefiction- en fantasyschrijver
- 2013 - Stanisław Nagy (91), Pools kardinaal
- 2014 - Jits Bakker (76), Nederlands beeldhouwer
- 2014 - Johnny Leach (91), Brits tafeltennisser
- 2014 - Jean Walter (92), Belgisch zanger
- 2015 - Tariq Aziz (79), Iraaks minister
- 2015 - Manuel Camacho (69), Mexicaans minister en ex-burgemeester van Mexico Stad
- 2015 - Frits Dragstra (87), Nederlands politicus
- 2015 - Richard Johnson (87), Brits acteur
- 2016 - Martin van Dijk (69), Nederlands musicus, componist en pianist
- 2017 - Cheick Tioté (30), Ivoriaans voetballer
- 2017 - Jack Trout (82), Amerikaans managementgoeroe en ondernemer
- 2018 - Pierre Carniti (81), Italiaans politicus en vakbondsbestuurder
- 2019 - Leo Houtsonen (60), Fins voetballer
- 2019 - Elio Sgreccia (90), Italiaans bisschop en kardinaal
- 2019 - Peter Toogood (89), Australisch golfspeler
- 2020 - Rupert Hine (72), Brits muzikant en producer
- 2020 - Tomisaku Kawasaki (95), Japans kinderarts
- 2021 - T.B. Joshua (57), Nigeriaans gebedsgenezer
- 2021 - Dore Smit (87), Nederlands actrice en presentatrice
- 2022 - Shaun Greatbatch (52), Engels darter
- 2022 - Christopher Pratt (86), Canadees schilder
- 2022 - Dick Vlottes (89), Nederlands striptekenaar
- 2022 - Alec John Such (70), Amerikaans bassist (Bon Jovi)
- 2023 - Astrud Gilberto (83), Braziliaans-Amerikaans zangeres
- 2023 - Robert Hanssen (79), Amerikaans FBI-agent
- 2023 - Werner Herbers (82), Nederlands hoboïst en dirigent
- 2023 - Vadym Malachatko (46), Oekraïens schaker
- 2024 - Ben Vautier (88), Frans Fluxus-kunstenaar
- 2025 - Bill Atkinson (72), Amerikaans softwareontwikkelaar
- 2025 - Walter Brueggemann (92), Amerikaans theoloog
- 2025 - Edgar Lungu (68), Zambiaans politicus; president (2015-2021)

## Viering/herdenking

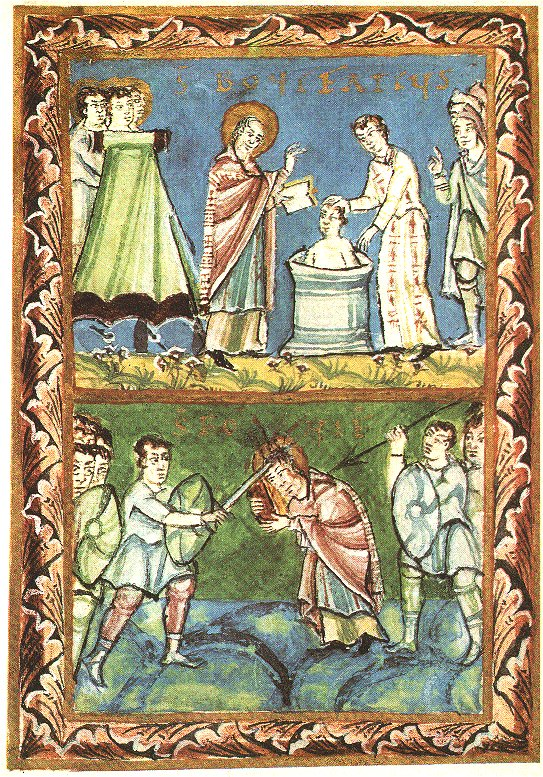
Bonifatius

- Denemarken: Dag van de Grondwet (1849)
- Wereldmilieudag
- Prawas Din, Surinaamse immigratiedag.
- Rooms-Katholieke kalender:
  - Heilige Bonifatius († 754) - Gedachtenis (Feest in Bisdom Groningen-Leeuwarden)
  - Zalige Ferdinand van Portugal († 1443)
  - Heilige Dorotheus van Tyrus († 362)
  - Heilige Dorotheus van Gaza († c. 640)
  - Heilige Meinwerk van Paderborn († 1036)
  - Heilige Eoban van Utrecht († 754)
  - Heiligen martelaren van Caesarea: Valeria van Constantinopel († 1036)
- Prawas Din

## Weerextremen

### Nederland
| | Officiële records | Officiële records | Officiële records |      | Landelijke records | Landelijke records | Landelijke records     |
| Gebeurtenis | Jaar              | Extreem           | Locatie           | Jaar | Extreem            | Locatie            |                        |
| --- | ----------------- | ----------------- | ----------------- | ---- | ------------------ | ------------------ | ---------------------- |
| Laagste etmaalgemiddelde temperatuur (°C) | 1923              | 9,3               | De Bilt           |      | 1924               | 8,0                | Eelde                  |
| Hoogste etmaalgemiddelde temperatuur (°C) | 1982              | 22,5              | De Bilt           |      | 2015               | 23,9               | Maastricht             |
| Laagste minimumtemperatuur (°C) | 1922              | 1,9               | De Bilt           |      | 1929 1975          | 0,6 0,6            | Eelde Deelen           |
| Hoogste minimumtemperatuur (°C) | 1978              | 16,6              | De Bilt           |      | 1982               | 16,8               | Vlissingen, Maastricht |
| Laagste maximumtemperatuur (°C) | 1986              | 12,0              | De Bilt           |      | 1986               | 9,4                | De Kooy                |
| Hoogste maximumtemperatuur (°C) | 2015              | 31,8              | De Bilt           |      | 2015               | 33,6               | Volkel, Ell            |
| Hoogste uurgemiddelde windsnelheid (m/s) | 1947              | 12,3              | De Bilt           |      | 1986               | 17,5               | Huibertgat             |
| Hoogste windstoot (m/s) | 1957              | 20,1              | De Bilt           |      | 2019               | 35,0               | Cabauw                 |
| Langste zonneschijnduur (uur) | 1940              | 15,3              | De Bilt           |      | 2016               | 15,5               | Stavoren               |
| Langste neerslagduur (uur) | 2022              | 10,3              | De Bilt           |      | 1986               | 14,8               | Twenthe                |
| Hoogste etmaalsom van de neerslag (mm) | 1913              | 29,5              | De Bilt           |      | 2022               | 56,4               | Herwijnen              |
| Laagste etmaalgemiddelde relatieve vochtigheid (%) | 1918              | 48                | De Bilt           |      | 1933               | 39                 | Maastricht             |
| Laagste uurwaarde luchtdruk op zeeniveau (hPa) | 2020              | 989,8             | De Bilt           |      | 2020               | 987,8              | Hoorn Terschelling     |
| Hoogste uurwaarde luchtdruk op zeeniveau (hPa) | 1962              | 1034,9            | De Bilt           |      | 1962               | 1036,2             | Eelde, Leeuwarden      |
| Officiële records worden altijd gemeten op het KNMI-weerstation in De Bilt. Landelijke records kunnen worden gemeten op elk officieel KNMI-weerstation in Nederland. |                   |                   |                   |      |                    |                    |                        |

Uitzonderlijke gebeurtenissen
- 1939 - Eerste officiële zomerse dag van het jaar (maximumtemperatuur ≥ 25 °C in De Bilt)
- 1980 - Eerste officiële zomerse dag van het jaar (maximumtemperatuur ≥ 25 °C in De Bilt)
- 2015 - Eerste officiële tropische dag van het jaar (maximumtemperatuur ≥ 30 °C in De Bilt)
- 2020 - Officieel maandrecord laagste uurwaarde luchtdruk op zeeniveau in hPa van mei gemeten in De Bilt: 989,8
- 2020 - Landelijk maandrecord laagste uurwaarde luchtdruk op zeeniveau in hPa van mei gemeten in Hoorn Terschelling: 987,8

### België
Dagrecords
- 1920 - Laagste etmaalgemiddelde temperatuur 9,2 °C
- 1849 - Hoogste etmaalgemiddelde temperatuur 23,2 °C
- 2013 - Laagste minimumtemperatuur -5,7 °C
- 2015 - Hoogste maximumtemperatuur 32,4 °C
- 2002 - Hoogste etmaalsom van de neerslag 28 mm

Uitzonderlijke gebeurtenissen
- 1905 - Tornado raast over Meersel (Hoogstraten), alles wegvegend wat op zijn baan ligt, en vervolgt zijn weg in de richting van Nederland.
- 1976 - Minimumtemperatuur in Rochefort: −1,6 °C.

<< · 1 · 2 · 3 · 4 · 5 · 6 · 7 · 8 · 9 · 10 · 11 · 12 · 13 · 14 · 15 · 16 · 17 · 18 · 19 · 20 · 21 · 22 · 23 · 24 · 25 · 26 · 27 · 28 · 29 · 30 · >>